# Ignacy Kajetan Prozor
Ignacy Kajetan Prozor herbu własnego (ur. ok. 1770) – generał major ziemiański powiatu kowieńskiego w insurekcji kościuszkowskiej, rotmistrz kawalerii narodowej.
Syn wojewody witebskiego Józefa i jego pierwszej żony Felicjanny Niemirowicz-Szczytt, córki kasztelana mścisławskiego Józefa, brat Karola.
Żonaty z Anielą z Oskierków, miał z nią córkę Kornelę i synów: Henryka i Maurycego.
Był członkiem sprzysiężenia w Kownie, przygotowującego wybuch powstania kościuszkowskiego.